# 오쿠 다이스케
오쿠 다이스케(일본어: 奧 大介, 1976년 2월 7일 효고현 아마가사키시 ~ 2014년 10월 17일 오키나와현 미야코지마시)는 일본의 전 축구 미드필더였다.

## 구단 경력
1994년 일본의 주빌로 이와타에서 데뷔했으며, 팀의 주전 선수로 활약하며 1998-99 시즌 팀의 아시안 클럽 챔피언십 우승 및 J리그 2회 우승(1997년, 1999년), 1998년 J리그컵 우승 등에 공헌하였다. 그 뒤 2002년 요코하마 F. 마리노스로 이적했으며, 팀의 주축 선수로 활약하며 J리그 2회 우승(2003년, 2004년) 등에 기여하였다. 이후 2007년 요코하마 FC로 팀을 옮겼으며, 2008년 은퇴를 선언하였다.

## 국가대표팀 경력
그는 1995년 FIFA 세계 청소년 축구 선수권 대회에 참가할 일본 U-20 국가대표팀에 발탁되었으며, 4경기에 출전, 1득점을 넣었다.
1998년 일본 축구 국가대표팀에 정식으로 데뷔한 뒤, 2004년까지 총 26경기에 출전했으며, 1999년 이란과의 친선경기에서 국가대표팀 데뷔골을 넣은 뒤 2000년 아랍에미리트와의 친선경기에서 국가대표팀 통산 두 번째 득점을 기록했다. 그리고 1999년 코파 아메리카와 2000년 AFC 아시안컵, 2003년 FIFA 컨페더레이션스컵 등 각종 대회에 참가했으며, 팀의 2000년 AFC 아시안컵 우승 등에 일조하였다.

## 사망
2014년 10월 17일 오키나와현의 미야코지마시에서 자가용을 타고 이동하던 도중 전신주를 들이받는 교통사고를 당해 골반이 부러지는 등의 중상을 입었으며, 인근의 한 병원으로 이송된 직후 사망했다.
2002년 일본의 유명 여배우인 사에키 히나코와 결혼했으나, 2013년 사에키에게 살해 협박을 한 혐의로 가나가와현 경찰에 체포된 뒤 결국 이혼하기도 했다.

## 통계
| 일본 | 일본 | 일본 |
| 연도 | 출전 | 득점 |
| ---- | ---- | ---- |
| 1998 | 1    | 0    |
| 1999 | 5    | 1    |
| 2000 | 12   | 1    |
| 2001 | 4    | 0    |
| 2002 | 0    | 0    |
| 2003 | 3    | 0    |
| 2004 | 1    | 0    |
| 통산 | 26   | 2    |